# Сероголовый кольчатый попугай
Сероголовый кольчатый попугай, или сероголовый ожереловый попугай (лат. Psittacula caniceps) — птица семейства попугаевых.

## Внешний вид
Длина тела 56 см. Основная окраска оперения зелёная. Голова серая, затылок и темя с синеватым оттенком. Щёки и кроющие перья уха с лёгким желтоватым оттенком, Подбородок, широкая полоса на щеке, уздечка и лоб чёрные. Подхвостье желтовато-зелёно-оливковое. Радужка оранжево-красная. Ноги серые.

## Распространение
Обитает на Никобарских островах в Индийском океане.

## Образ жизни
Малоизученный вид. Населяют мангровые заросли и девственные леса. Живут парами, вне брачного периода в небольших группах. Питаются семенами, плодами, ягодами, почками, предпочитают плоды пандана (лат. Pandanus ssp.).